# Nicolas Lapierre
Pour les articles homonymes, voir Lapierre.
Nicolas Lapierre, né le 2 avril 1984 à Thonon-les-Bains (Haute-Savoie), est un pilote automobile français.

## Biographie
Comme Nicolas Lapierre l'affirme lui-même : « J’ai commencé le kart à l’âge de 10 ans, je l’ai pratiqué en compétition jusqu’à 16 ans. C’est mon père (Serge Lapierre : gérant de Promo Racing et LSP Organisation) qui m’a donné le virus du sport automobile, il tenait l’école de pilotage de Magny-Cours".
Nicolas Lapierre a fait ses classes sur les différentes pistes de karting en France et en Europe entre 1994 et 1998 où il s'est illustré maintes fois, encadré par l'équipe haute-savoyarde RK Compétition d'Alex Ravoire.
Il commence sa carrière en monoplace en 2000 en Formule Renault 2.0 au sein de l'équipe LSP de son père  (Serge Lapierre) qui possède une école de pilotage à Magny-Cours. Il intègre en 2001 l'équipe Tech 1 Racing de Simon Abadie puis celle du Graff Racing en 2002 où il termine 2e du Championnat d'Europe.
En 2003, il passe en Formule 3 dans l'équipe Signature de Philippe Sinault et participe au nouveau Championnat d'Europe "Euroséries". À 19 ans à peine, il sera le plus jeune vainqueur de la Coupe du Monde de F3 qui se déroule à Macao et en Corée du Sud.

En 2004, il termine troisième de ce même championnat puis participe en fin de saison à des tests de sélection en Formule 3000 chez l'équipe Arden tenante du titre.
Il dispute, en 2005 et 2006, le championnat GP2 Series au sein de l'écurie anglaise Arden International et en 2007 dans l'écurie française DAMS. Il a remporté deux victoires en 2007 : la première sur le circuit de Bahreïn lors de la course sprint et la deuxième à Spa-Francorchamps lors de la course principale.
Nicolas participe également aux 24 Heures du Mans en 2007 avec l'équipe Oreca. Tout d'abord sur une Saleen en catégorie GT1 en 2007. Puis il accède à la catégorie LMP1 en 2008, au volant du proto Courage-Oreca qu'il partage avec Olivier Panis. Il participe à l'intégralité du championnat Le Mans Series 2008 mais est contraint de déclarer forfait pour les 24 Heures du Mans en raison de soucis de santé.
Il termine à la cinquième place des 24 Heures du Mans 2009 avec Olivier Panis et Soheil Ayari et participe aux 24 Heures du Mans 2010 (abandon) et 24 Heures du Mans 2011 (5e) sur la Peugeot 908 HDi FAP du Team Oreca-Matmut avec Olivier Panis et Loïc Duval.
Toyota fait son retour aux 24 Heures du Mans 2012 avec une LMP1 hybride et propulsée par un moteur essence. Le constructeur annonce que Alexander Wurz, Nicolas Lapierre et Kazuki Nakajima seront ses pilotes aux 24 Heures du Mans et dans le Championnat du monde d'endurance FIA en 2012. Nicolas Lapierre décroche ainsi son premier contrat de pilote d'usine mais reste proche du Team Oreca puisque la structure française est chargée de l'engagement de la Toyota. La première victoire de l'écurie arrive lors des 6 Heures de São Paulo 2012 avec comme pilotes Alexander Wurz et Nicolas Lapierre. Ces derniers gagnent ensuite, en compagnie de Kazuki Nakajima, les 6 Heures de Fuji 2012 et une nouvelle victoire aux 6 Heures de Shanghai avec comme pilotes Alexander Wurz et Nicolas Lapierre conclut la saison. En 2013, ils terminent 4e des 24 Heures du Mans.
Toujours, chez Toyota Racing en 2014, il gagne les deux premières courses du Championnat du monde d'endurance FIA en compagnie de Sébastien Buemi et Anthony Davidson. Limogé à mi-saison par l'équipe japonaise, il rebondit en 2015, chez KCMG en LMP2 avec laquelle il remporte la catégorie aux 24 Heures du Mans.
En 2016, il intègre l'écurie Signatech-Alpine, avec laquelle il conserve son titre 24 Heures du Mans et remporte les 6 Heures de Spa, les 6 Heures du Nürburgring et les 6 Heures du Circuit des Amériques en catégorie LMP2, associé à Gustavo Menzes et Stéphane Richelmi. À l'issue de cette saison en WEC, il décroche le titre mondial de la catégorie LMP2.
En 2017, il défend son titre LMP2 au sein de la même écurie, accompagné par Gustavo Menzes et Matthew Rao. De plus, il retourne courir sur la troisième voiture engagée par Toyota pour les 6 Heures de Spa-Francorchamps et les 24 Heures du Mans, avec Yuji Kunimoto, Stéphane Sarrazin et José María López.
En 2019, il remporte à nouveau les 24 Heures du Mans avec l'écurie Signatech-Alpine, accompagné d'André Negrão et de Pierre Thiriet, juste après avoir annoncé son départ de l'écurie pour la saison 2019-2020. Fait rare, il a gagné à chacune de ses 4 participations en LMP2 aux 24 Heures du Mans .

## Palmarès

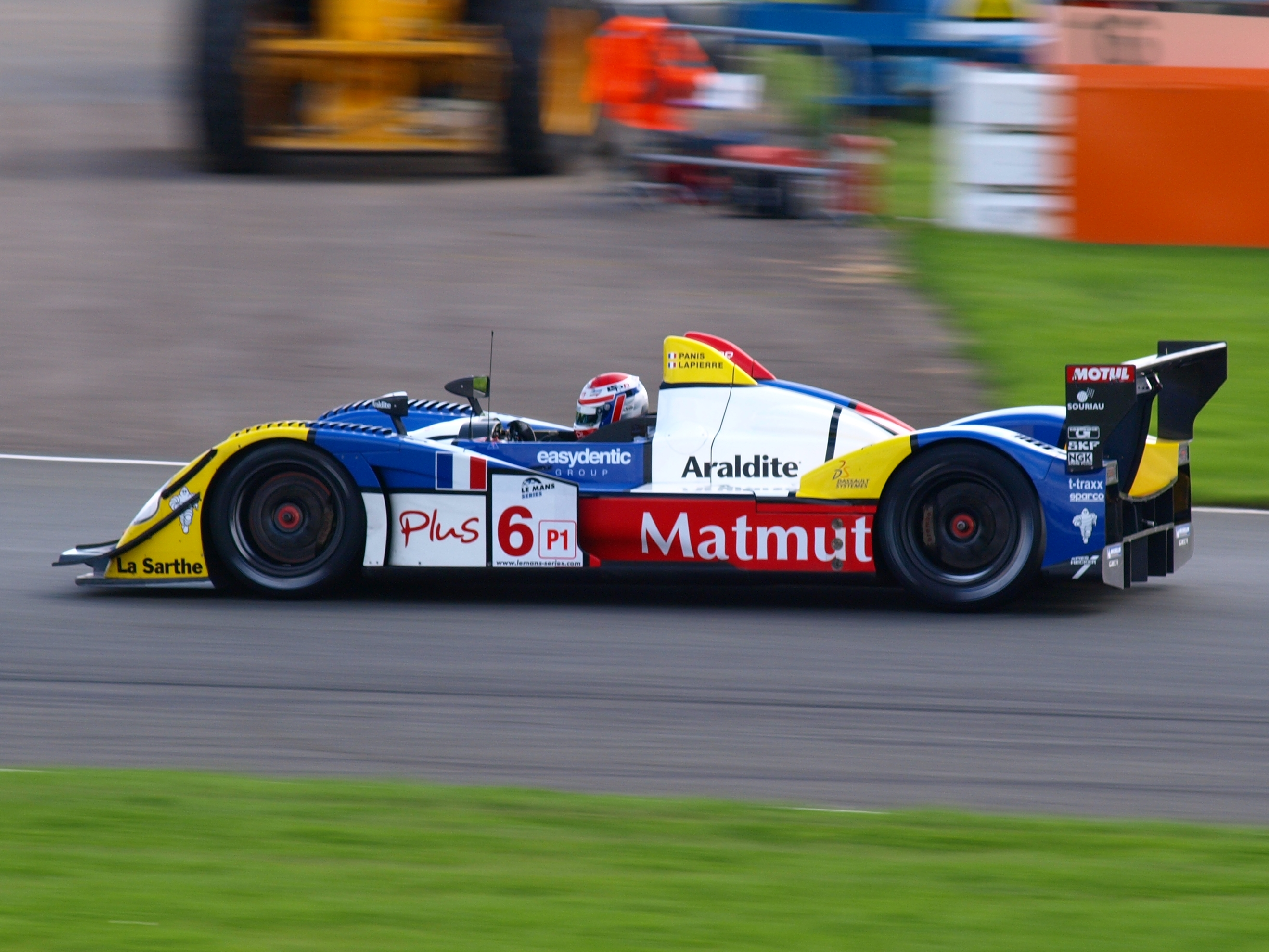
Lapierre en 2008 à Silverstone sur la Courage-Oreca.

- Vainqueur du GP de Macao F3 2003 avec l'écurie Signature.
- Membre de l'équipe de France de A1 Grand Prix, victorieuse du championnat 2005-2006.
- Vainqueur des 1 000 kilomètres de Silverstone 2009 en compagnie d'Olivier Panis.
- Vainqueur des 1 000 km d’Algarve 2010 en compagnie d'Olivier Panis.
- Vainqueur des 12 Heures de Sebring 2011 en compagnie d'Olivier Panis et de Loïc Duval.
- Vainqueur des 6 Heures de São Paulo 2012 en compagnie d'Alexander Wurz.
- Vainqueur des 6 Heures de Fuji 2012 en compagnie d'Alexander Wurz et de Kazuki Nakajima.
- Vainqueur des 6 Heures de Shanghai 2012 en compagnie d'Alexander Wurz.
- Vainqueur des 6 Heures de Silverstone 2014 avec Sébastien Buemi et Anthony Davidson.
- Vainqueur des 6 Heures de Spa-Francorchamps 2014 avec Sébastien Buemi et Anthony Davidson.
- Victoire en catégorie LMP2 aux 24 Heures du Mans 2015 avec Matthew Howson et Richard Bradley.
- Victoire en catégorie LMP2 aux 24 Heures du Mans 2016 avec Gustavo Menezes et Stéphane Richelmi.
- Vainqueur des 12 Heures de Sebring 2018 avec Pipo Derani et Johannes van Overbeek.
- Victoire en catégorie LMP2 aux 24 Heures du Mans 2018 avec Pierre Thiriet et André Negrão.
- Victoire en catégorie LMP2 aux 24 Heures du Mans 2019 avec Pierre Thiriet et André Negrão.

## Résultats enGP2 Series
| Saison | Écurie              | Courses disputées | Pole positions | Victoires | Points inscrits | Classement |
| 2005   | Arden International | 23                | 1              | 0         | 21              | 11e        |
| 2006   | Arden International | 17                | 0              | 0         | 32              | 9e         |
| 2007   | DAMS                | 19                | 2              | 2         | 23              | 12e        |

## Résultat en endurance

### 24 Heures du Mans
| Année | Équipe                  | Coéquipiers                       | Voiture              | Catégorie | Tours | Pos. | Class Pos.           |
| ----- | ----------------------- | --------------------------------- | -------------------- | --------- | ----- | ---- | -------------------- |
| 2007  | Team Oreca              | Stéphane Ortelli Soheil Ayari     | Saleen S7-R          | GT1       | 318   | 16e  | 9e                   |
| 2009  | Team Oreca-Matmut AIM   | Olivier Panis Soheil Ayari        | Oreca 01-AIM         | LMP1      | 370   | 5e   | 5e                   |
| 2010  | Team Oreca-Matmut       | Olivier Panis Loïc Duval          | Peugeot 908 HDi FAP  | LMP1      | 373   | Abd  | Abd                  |
| 2011  | Team Oreca-Matmut       | Olivier Panis Loïc Duval          | Peugeot 908 HDi FAP  | LMP1      | 339   | 5e   | 5e                   |
| 2012  | Toyota Racing           | Alexander Wurz Kazuki Nakajima    | Toyota TS030 Hybrid  | LMP1      | 134   | Abd  | Abd                  |
| 2013  | Toyota Racing           | Alexander Wurz Kazuki Nakajima    | Toyota TS030 Hybrid  | LMP1      | 341   | 4e   | 4e                   |
| 2014  | Toyota Racing           | Anthony Davidson Sébastien Buemi  | Toyota TS040 Hybrid  | LMP1-H    | 374   | 3e   | 3e                   |
| 2015  | KCMG                    | Matthew Howson Richard Bradley    | Oreca 05 - Nissan    | LMP2      | 358   | 9e   | Vainqueur            |
| 2016  | Signatech Alpine        | Gustavo Menezes Stéphane Richelmi | Alpine A460 - Nissan | LMP2      | 357   | 5e   | Vainqueur            |
| 2017  | Toyota Gazoo Racing     | José María López Yuji Kunimoto    | Toyota TS050 Hybrid  | LMP1      | 160   | Abd  | Abd                  |
| 2018  | Signatech Alpine        | André Negrão Pierre Thiriet       | Alpine A470 - Gibson | LMP2      | 367   | 5e   | Vainqueur            |
| 2019  | Signatech Alpine-Matmut | André Negrão Pierre Thiriet       | Alpine A470 - Gibson | LMP2      | 368   | 6e   | Vainqueur            |
| 2020  | Cool Racing             | Antonin Borga Alexandre Coigny    | Oreca 07 - Gibson    | LMP2      | 365   | 12e  | 8e                   |
| 2021  | Alpine ELF Matmut       | André Negrão Matthieu Vaxivière   | Alpine A480 - Gibson | Hypercar  | 367   | 3e   | 3e                   |
| 2022  | Alpine ELF Matmut       | André Negrão Matthieu Vaxivière   | Alpine A480 - Gibson | Hypercar  | 362   | 23e  | 5e                   |
| 2023  | Cool Racing             | Alexandre Coigny Malthe Jakobsen  | Oreca 07 - Gibson    | LMP2      | 317   | 23e  | 12e (2e LMP2 Pro/Am) |

### Intercontinental Le Mans Cup (ILMC)
| Saison | Catégorie | Équipe            | Voiture             | N° | Équipiers | SEB | SPA | LMS | IMO | SIL | PLM | ZHU |
| ------ | --------- | ----------------- | ------------------- | -- | --- | --- | --- | --- | --- | --- | --- | --- |
| 2010   | LMP1      | Team Oreca Matmut | Peugeot 908 HDi FAP | 4  | Stéphane Sarrazin |     |     |     |     | 2   |     |     |
| 2011   | LMP1      | Team Oreca Matmut | Peugeot 908 HDi FAP | 10 | Loïc Duval (Sebring-Spa-Le Mans) Olivier Panis (Sebring-Spa-Le Mans) Marc Gené (Petit Le Mans) Nicolas Minassian (Petit Le Mans) | 1   | 10  | 5   |     |     | 2   |     |

### Championnat du monde d'endurance FIA (WEC)
| Saison | Catégorie | Équipe                  | Voiture             | N° | Équipiers                                                                      | SIL   | SPA    | LMS   | NUR   | MEX   | COTA  | FUJI  | SHA    | BAH    | SÃO | Points |
| ------ | --------- | ----------------------- | ------------------- | -- | ------------------------------------------------------------------------------ | ----- | ------ | ----- | ----- | ----- | ----- | ----- | ------ | ------ | --- | ------ |
| 2012   | LMP1      | Toyota Racing           | Toyota TS030 Hybrid | 7  | Alexander Wurz Kazuki Nakajima                                                 | 2     |        | Ret   |       |       |       | 1     | 1      | Ret    | 1   | 96     |
| 2013   | LMP1      | Toyota Racing           | Toyota TS030 Hybrid | 7  | Alexander Wurz Kazuki Nakajima                                                 | 4     | Ret    | 4     |       |       |       | 1     | 2      | Ret    |     | 69,5   |
| 2014   | LMP1      | Toyota Racing           | Toyota TS040 Hybrid | 8  | Anthony Davidson Sébastien Buemi                                               | 1     | 1      | 3     |       |       | 3     |       |        |        |     | 96     |
| 2015   | LMP2      | KCMG                    | Oreca 05-Nissan     | 47 | Matthew Howson Richard Bradley                                                 |       | 4 (14) | 1 (9) |       |       | 2 (6) |       |        |        |     | 84     |
| 2016   | LMP2      | Signatech Alpine        | Alpine A460-Nissan  | 36 | Gustavo Menezes Stéphane Richelmi                                              | 4 (7) | 1 (7)  | 1 (5) | 1 (8) | 2 (7) | 1 (8) | 3 (9) | 4 (11) | 3 (11) |     | 199    |
| 2017   | LMP1      | Toyota Racing           | Toyota TS050 Hybrid | 9  | Yuji Kunimoto (Spa-Le Mans) Stéphane Sarrazin (Spa) José María López (Le Mans) |       | 5      | Ret   |       |       |       |       |        |        |     | 60     |
| 2017   | LMP2      | Signatech Alpine Matmut | Alpine A470-Gibson  | 36 | Gustavo Menezes Matthew Rao                                                    | 4 (7) |        |       | 7     | 6     | 5     | 6     | 6      | 8      |     | 60     |
| 2021   | Hypercar  |                         |                     | 36 |                                                                                |       |        |       |       |       |       |       |        |        |     |        |
| 2022   | Hypercar  |                         |                     | 36 |                                                                                |       |        |       |       |       |       |       |        |        |     |        |
| Saison | Catégorie | Équipe                  | Voiture             | N° | Équipiers                                                                      | QAT   | IMO    | SPA   | LMS   | SÃO   | COTA  | FUJI  | BAH    |        |     | Points |
| 2024   | Hypercar  | Alpine Endurance Team   | Alpine A424         | 36 | Matthieu Vaxiviere Mick Schumacher                                             | 12    | 16     | 12    | Ret   | 10    |       |       |        |        |     | 1      |